# Blenkinsopp Hall
Blenkinsopp Hall ist ein zinnenbewhrtes Landhaus an den Ufern des Tipalt Burn beim Dorf Greenhead in der englischen Grafschaft Northumberland. Das Landhaus aus dem 19. Jahrhundert ist heute in privater Hand und von English Heritage als historisches Gebäude II. Grades gelistet.

## Geschichte
Die Gegend ist seit der Römerzeit besiedelt. Die Römer bauten in der Nähe den Hadrianswall, von dem man in der Nachbarschaft noch Reste findet.
Auf dem Gelände gab es seit dem 17. Jahrhundert ein Haus, das Dryburnhaugh genannt wurde und der alten Familie Blenkinsopp gehörte, die auch die nahegelegenen Anwesen von Blenkinsopp Castle und Bellister Castle besaßen.
Im Jahre 1727 fielen die Ländereien der Familie Blenkinsopp durch Heirat an William Coulson. Dessen Erbe, Colonel John Blenkinsopp Coulson ließ um 1800 das bis heute erhaltene Haus mit fünf Jochen und zwei Stockwerken bauen. Später im 19. Jahrhundert wurde das Anwesen mit Hilfe des Architekten John Dobson weiter aus- und umgebaut.
Edward Joicey kaufte alle Ländereien der Blenkinsopps einschließlich Blenkinsopp Hall um 1876.